# شرکت مدیریت دارایی مرکزی بازار سرمایه
شرکت مدیریت دارایی مرکزی بازار سرمایه  (سهامی‌خاص) به موجب مادهٔ ۲ دستورالعمل فعالیت نهادهای واسط، مصوب ۱۳۸۹/۰۵/۱۱ شورای عالی بورس و اوراق بهادار تأسیس شده‌است. موضوع اصلی این شرکت تأسیس، اداره و راهبری نهادهای واسط موضوع بند «د» مادهٔ ۱ قانون «توسعهٔ ابزارها و نهادهای مالی جدید به منظور تسهیل اجرای سیاست‌های کلی اصل چهل و چهار قانون اساسی» بر اساس دستورالعمل فعالیت نهادهای واسط، مصوب شورای عالی بورس و سایر مقررات مربوط می‌باشد.

## مأموریت شرکت
شرکت مدیریت دارایی مرکزی به عنوان یکی از ارکان انتشار اوراق بهادار اسلامی(صکوک)، وظیفه تأسیس و راهبری نهادهای واسط را در بازار سرمایهٔ ایران عهده‌دار می‌باشد. در واقع این شرکت نقش امین را دارد که جهت حفظ منافع دارندگان اوراق بهادار اسلامی و حصول اطمینان از صحت عملیات ناشر، نسبت به مصرف وجوه، نحوه نگهداری حسابها و صورت‌های مالی و عملکرد اجرایی به صورت مستمر رسیدگی و اظهار نظر می‌نماید. از دیگر وظایف این شرکت انجام کلیه امور اداری، مالی، مدیریتی، حقوقی و قانونی نهاد واسط و همچنین نگهداری حسابها و دفاتر مالی نهاد واسط و رد آن پس از اتمام مدت قرارداد است.